# Парекоксиб
Парекоксиб — водорастворимое и инъекционное пролекарство валдекоксиба. Продается как Dynastat в Европейском Союзе. Парекоксиб является селективным ингибитором циклооксигеназы-2 (ЦОГ-2; латиницей — COX-2) в той же категории, что и целекоксиб (Celebrex) и рофекоксиб (Vioxx). Поскольку это инъекция, её можно использовать периоперационно, когда пациенты не могут принимать оральные препараты. Он одобрен в большей части Европы для краткосрочного периоперационного контроля боли, как и кеторолак (Toradol) используется в Соединенных Штатах. Однако, в отличие от последнего, парекоксиб не влияет на функцию тромбоцитов, поэтому он не способствует кровотечению во время или после операции. Кроме того, кеторолак имеет гораздо более высокий профиль токсичности для желудочно-кишечного тракта по сравнению с большинством других нестероидных противовоспалительных препаратов (НПВП), включая ибупрофен и напроксен. Несмотря на то, что во многих европейских странах были запрещены из-за опасений относительно хирургического кровотечения и язв желудка после операции, кеторолак является единственным инъекционным НПВС в Соединенных Штатах.

## Проблемы
В 2005 году администрация США по контролю за продуктами и лекарствами (FDA) опубликовала письмо о неодобрении парекоксиба в Соединенных Штатах. Ранее никаких причин для неодобрения не было задокументировано, хотя в одном исследовании отмечалось увеличение числа случаев сердечных приступов после операции по сердечному шунтированию по сравнению с плацебо, когда высокие дозы парекоксиба использовались для контроля боли после операции. Также важно помнить, что редкие, но тяжелые аллергические реакции                 (синдром Стивенса — Джонсона, синдром Лайелла) описаны с помощью валдекоксиба - молекулы, в которую превращается парекоксиб.
Препарат не одобрен для использования после сердечной хирургии в Европе. Кеторолак, все ещё запрещённый в большей части Европы, и ибупрофен, следовательно, являются единственными вариантами для НПВП в Соединенных Штатах, и неясно, будет ли парекоксиб повторно одобрен в FDA в будущем.
Все противовоспалительные препараты в США несут одно и то же предупреждение о кожных реакциях, и ни один из них не одобрен для использования во время операции по АКШ, поэтому причина, по которой FDA, отрицающая одобрение парекоксиба, остается неизвестной, но, вероятно, была связана с политическим давлением со стороны США. Конгресс не одобряет другой селективный ингибитор ЦОГ-2 в связи с делом Vioxx. С тех пор в США не было утверждено селективного ингибитора ЦОГ-2, независимо от профиля безопасности парекоксиба в Европе. Усилия, направленные на выяснение научного обоснования или, скорее, его отсутствия, что FDA использовало для оправдания неодобрения парекоксиба в США, оказались бесполезными из-за проблем с секретностью.
Политическая мотивация не одобрять парекоксиб была дополнительно поддержана объединённым анализом данных о безопасности в 2017 году в 28 опубликованных исследованиях, которые показали, что после 69 567 300 единиц парекоксиба кожная сыпь и сердечные осложнения были минимальными, если вообще не отличались от плацебо.
Парекоксиб, наряду с другими селективными ингибиторами ЦОГ-2: целекоксибом, валдекоксибом и мавакоксибом — был обнаружен командой в подразделении Сирле Монсанто во главе с Джоном Тэлли.
Внутримышечный или внутривенный Парекоксиб для острой послеоперационной боли у взрослых
Наиболее распространенным путем введения послеоперационной анальгезии является рот. Пациенты, испытывающие проблемы с глотанием, чувствуют тошноту или рвоту в ближайшем послеоперационном периоде, в связи с чем более предпочтительным может быть внутривенное или внутримышечное введение. В этом обзоре оценивалось семь исследований парекоксиба, инъецируемого ингибитора ЦОГ-2, для острого послеоперационного обезболивания. Единичные дозы 20 мг или 40 мг обеспечивали эффективное облегчение боли у 50-60 % обработанных лиц, по сравнению с 15 % пациентов, получавших плацебо. Продолжительность обезболивания была более продолжительной с более высокой дозой (10,6 часа в течение 40 мг против 6,9 часа для 20 мг), а значительно меньше людей в более высокой дозе нуждались в спасательных препаратах в течение 24 часов (66 % против 81 %). Неблагоприятные события были, как правило, от легкой до умеренной степени тяжести, и сообщалось чуть более половины обследованных лиц как в группах парекоксиба, так и в группе плацебо.